# Étinehem-Méricourt
Étinehem-Méricourt – gmina we Francji, w regionie Hauts-de-France, w departamencie Somma. W 2013 roku liczba ludności wynosiła 589 mieszkańców. 
Gmina została utworzona 1 stycznia 2017 roku z połączenia dwóch ówczesnych gmin: Étinehem oraz Méricourt-sur-Somme. Siedzibą gminy została miejscowość Étinehem.